# Киикколь
Киикколь (Кийкколь; каз. Киіккөл) — пресное пересыхающее озеро в Наурзумском районе Костанайской области Казахстана. Расположено примерно в 12 км к западу от села Кайга.
Название Киикколь переводится с казахского как сайгачье озеро.
Площадь поверхности озера составляет 70 км². Наибольшая длина озера — 14 км, наибольшая ширина — 6,9 км. Длина береговой линии составляет 40 км. Озеро расположено на высоте 119 м над уровнем моря.
На озере Киикколь гнездятся кречётки.